# Lục (họ)
Lục là một họ của người châu Á. Họ này có mặt ở Việt Nam, Trung Quốc (chữ Hán: 陸, Bính âm: Lù) và Triều Tiên (miền Bắc: Hangul: 륙, Romaja quốc ngữ: Ryuk; miền Nam: Hangul: 육, Romaja quốc ngữ: Yuk). Trong danh sách Bách gia tính họ này đứng thứ 198, người mang họ Lục đông thứ 60 ở Trung Quốc theo thống kê năm 2006, ở Hàn Quốc người mang họ Yuk/Ryuk có khoảng 21.000 người (theo thống kê năm 2000).

## Người Việt Nam
- Lục Xuân Hưng, cầu thủ bóng đá Việt Nam.
- Lục Huy (Tên thật là Lục Quang Huy), ca sĩ Việt Nam và là thành viên của nhóm Uni5.
- Lục Sĩ Thành,  anh hùng lực lượng vũ trang nhân dân Việt Nam.

### Hư cấu
- Lục Vân Tiên, nhân vật chính trong truyện thơ của Nguyễn Đình Chiểu.

## Người Trung Quốc

### Gia tộc họ Lục thời Tam Quốc
- Hai cha con Lục Tốn  và Lục Tuấn, danh tướng của nhà Đông Ngô thời Tam Quốc
- Lục Tích, đại quan nhà Đông Ngô thời Tam Quốc

### Chính trị
- Lục Chí , đại quan nhà Đường
- Lục Tú Phu, một trong các đại quan cuối cùng của triều đình Nam Tống, một trong "Tống mạt tam kiệt" (hai người còn lại là Văn Thiên Tường và Trương Thế Kiệt)
- Lục Vinh Đình, Tỉnh trưởng Quảng Tây thời Trung Hoa Dân Quốc

### Quân sự
- Lục Thế Dũng, thời nhà Tần

### Văn hóa nghệ thuật
- Lục Vũ, thi sĩ thời nhà Đường
- Lục Cửu Uyên, triết gia thời nhà Tống
- Lục Khiêm, nhân vật hư cấu trong Thủy hử
- Lục Du, nhà thơ thời Nam Tống, tác giả bài thơ Thị nhi
- Lục Tây Tinh, đạo sĩ thời nhà Minh, có thuyết cho rằng ông là tác giả của Phong thần diễn nghĩa
- Lục Thụ Minh, diễn viên Trung Quốc, từng thủ vai Quan Vũ trong phim Tam quốc diễn nghĩa năm 1996
- Lục Nghị, diễn viên Trung Quốc
- Lục Vận Xuyên, diễn viên Trung Quốc
- Lục Đình, nữ ca sĩ, thành viên nhóm SNH48

## Người Triều Tiên
- Yook Sung Jae (Hán Việt: Lục Tinh Tài), ca sĩ, diễn viên, vũ công người Hàn Quốc
- Yook Ji Dam (Hán Việt: Lục Trí Đàm), rapper người Hàn Quốc